# Trójjedyny mózg
Trójjedyny mózg albo trójdzielny mózg (ang. triune brain) – pojęcie opracowane przez amerykańskiego biologa Paula Macleana w latach 1950–1960 i publikowane kilkakrotnie pod tą nazwą od 1970 roku. Według jego teorii procesy ewolucyjne mają być odzwierciedlone w funkcjach i strukturach ludzkiego mózgu. Koncepcja ta zakłada istnienie trzech części mózgu: mózgu gadziego (reptilian brain), mózgu ssaczego (mammalian brain) i kory mózgowej (neocortex).

## Podział mózgu

### Mózg gadzi
Obejmuje obszar pnia mózgowego i rdzeń kręgowy. To najstarsza część mózgu. Mózg gadzi odpowiada za podstawowe funkcje życiowe i automatyczne procesy (m.in. oddychanie, regulowanie pracy serca). Pozwala na wykrycie zagrożenia oraz zapewnienie bezpieczeństwa. W skład gadziego mózgu wchodzą jądra podstawy, odpowiedzialne za dominację i zachowania terytorialne. Odpowiadają za reakcję „walka, ucieczka lub zamrożenie”, skracają czas reakcji oraz zatrzymują racjonalne myślenie.

### Mózg ssaczy
Mózg ssaczy (albo mózg paleossaczy) to inaczej układ limbiczny, który odpowiada za emocje i podstawowe zachowania społeczne. Mózg ssaczy ściśle współpracuje z pniem mózgu i jest odpowiedzialny za przeżywanie emocji i przechowywanie uczuć. W głównej mierze generuje podstawowe zachowania społeczne. Bierze udział w tworzeniu wspomnień i reakcji lękowych. Pozwala na odczuwanie przywiązania bądź niechęci do kogoś lub czegoś. Odpowiada za reprodukcję i instynktowne zachowania rodzicielskie.

### Kora mózgowa
Kora mózgowa (mózg nowossaczy albo mózg racjonalny) jest odpowiedzialna za analizę, wyciąganie wniosków, złożone procesy decyzyjne, planowanie, język, a także myślenie abstrakcyjne. Jest to inaczej mózg racjonalny. Jego częścią są płaty czołowe.

## Odbiór teorii w środowiskach naukowych
W środowisku naukowym koncepcja została mocno skrytykowana i w większości odrzucona. Założenia dotyczące ewolucji anatomii mózgu różnych klas kręgowców są błędne, a ich wyniki są nie do utrzymania. Funkcjonalny podział anatomii mózgu jest nadmiernie uproszczony. Na przykład dowody wskazują, że nawet najwcześniejsze ssaki rozwinęły korę mózgową oraz że ptaki i gady mają obszary mózgu podobne do kory nowej. Przemawia za tym fakt, że sprawność poznawcza niektórych ptaków, na przykład w zakresie języka lub wytwarzania narzędzi, jest nie mniejsza niż u wielkich małp.
Jedynie nieliczni badacze, tacy jak Jaak Panksepp, przyjęli tę koncepcję z zainteresowaniem.
Jednak teoria trójjedynego mózgu, choć odrzucona przez większość naukowców, jest szeroko rozpowszechniona wśród psychologów. Koncepcja mózgu gadziego, ssaczego i kory nowej pomaga im w prosty sposób, choć z przymrużeniem oka, wyjaśniać klientom źródła ich emocji.